# Global Finance
Global Finance est un magazine financier mensuel en langue anglaise. Le magazine est fondé en 1987 par une équipe composée de Joseph D. Giarraputo, fondateur et ancien éditeur de Venture, Carl G. Burgen, Stephan Spahn, H. Allen Fernald et Paolo Panerai. Le magazine couvre le sujet de la mondialisation économique et cible les présidents, PDG, directeurs financiers, trésoriers et autres responsables financiers. Le magazine est distribué dans 158 pays et compte 50 050 abonnés et destinataires dans le monde entier, certifiés par BPA Worldwide.
L'actionnaire majoritaire de Global Finance Media, Inc. est Class Editori Group SpA, une société italienne de publication qui produit deux journaux financiers, des magazines de style de vie, des agences de presse, des télévisions numériques, etc. Joseph D. Giarraputo est le deuxième plus grand actionnaire.
Global Finance a des bureaux à New York, Londres, Milan et Rio de Janeiro.

## Caractéristiques
Global Finance couvre des sujets liés à l'industrie financière internationale, y compris la finance d'entreprise, les coentreprises, les fusions et acquisitions, les profils de pays, les marchés de capitaux, les relations avec les investisseurs, les devises, la banque, la gestion des risques, la garde, l'investissement direct et la gestion de l'argent.
De plus, il organise plusieurs cérémonies de remise de prix chaque année pour reconnaître le succès des institutions financières et des entreprises. Les événements les plus importants coïncident avec les réunions annuelles du FMI et de la Banque mondiale.

### Classements annuels
Chaque année, Global Finance publie une série de classements et de récompenses qui évaluent et établissent une hiérarchie des meilleures performances dans le secteur financier mondial, ainsi que des divers classements annexes.

#### Meilleures Banques du Monde
Chaque année, le magazine publie une liste des « meilleures banques du monde. » Global Finance définit les classements ainsi : « Les gagnants ne sont pas nécessairement les plus grandes banques, mais plutôt les meilleures, étant celles avec les attributs que les entreprises recherchent lors du choix d'une banque. Ceux-ci incluent des systèmes de gestion des risques efficaces, un service de qualité et des pratiques optimales en matière de gouvernance d'entreprise ».

#### Banques les Plus Sûres du Monde
Un classement des 50 banques les plus sûres du monde est publié annuellement par le magazine.